# Marijonas Mikutavičius
Marijonas Mikutavičius (født Marijus Mikutavičius d. 19. april 1971) er en litauisk sanger, journalist og tv vært, bedst kendt internationalt for sin medvirken ved Eurovision Song Contest 2006 som medlem af LT United.

## Biografi
Født i Lazdijai, men som 9 år gammel flyttede han med familien til Vilnius hvor han i 1994 blev uddannet som journalist fra Vilnius universitet. Han har senere arbejdet som rapporter for litauisk tv, og senere har han bl.a. arbejdet som producer på ungdomsprogrammer for bl.a. litauisk TV3. Han er også forfatteren bag en række store litauiske hits. Han startede med musik i gruppen Bovy. Hans største hit er sangen "Trys Milijonai", som blev en slags slagsang for Litauen ved De Olympiske Lege i Sydney i 2000. I 2006 blev han et kendt ansigt rundt omkring i Europa da han sang Litauen til en 6. plads, sammen med LT United. I øjeblikket er han vært på den litauiske version af Deal No Deal på TV3.